# Terenos
Terenos là một đô thị thuộc bang Mato Grosso do Sul, Brasil. Đô thị này có diện tích 2841,24 km², dân số năm 2007 là 14391 người, mật độ 5,07 người/km².